# Persone di nome Desmond
| Questa pagina contiene informazioni ricavate automaticamente dalle voci biografiche con l'ausilio del template Bio e di un bot. L'aggiornamento è periodico e automatico e ricostruisce completamente la pagina. Se manca una persona in questa lista, sei pregato di non aggiungerla, ma accertati piuttosto che la sua voce biografica contenga il template Bio e che i dati anagrafici siano correttamente compilati. Se il template Bio manca, inseriscilo tu stesso o, in alternativa, metti l'avviso {{tmp\|Bio}} che ne segnala la mancanza. Se i dati riportati sono sbagliati, correggi direttamente la voce biografica; le modifiche saranno visibili in questa lista entro pochi giorni. Per chiarimenti vedi il progetto antroponimi. La lista contiene solo le 50 persone che sono citate nell'enciclopedia e per le quali è stato implementato correttamente il template Bio. Pagina aggiornata al 6 mag 2025. |

Questa è una lista di persone presenti nell'enciclopedia che hanno il nome Desmond, suddivise per attività principale.
- Des Abbott, hockeista su prato australiano (Darwin, n. 1986)
- Desmond Askew, attore britannico (Londra, n. 1972)
- Desmond Armstrong, ex calciatore statunitense (Washington, n. 1964)
- Desmond Bane, cestista statunitense (Richmond, n. 1998)
- Desmond Barrit, attore britannico (Morriston, n. 1944)
- Desmond Bishop, giocatore di football americano statunitense (San Francisco, n. 1984)
- Des Bremner, ex calciatore scozzese (Aberchirder, n. 1952)
- Desmond Bryant, ex giocatore di football americano statunitense (Shorewood, n. 1985)
- Dez Bryant, giocatore di football americano statunitense (Contea di Galveston, n. 1988)
- Des Bulpin, allenatore di calcio scozzese (Glasgow, n. 1951)
- Des Cohen, nuotatore e pallanuotista sudafricano (n. 1927 - † 2012)
- Des Clark, ex pallanuotista australiano (Adelaide, n. 1941)
- Desmond Connell, cardinale e arcivescovo cattolico irlandese (Phibsborough, n. 1926 - Dublino, † 2017)
- Desmond Davis, regista britannico (Wandsworth, n. 1926 - † 2021)
- Desmond Dekker, cantante giamaicano (Kingston, n. 1941 - Grande Londra, † 2006)
- Desmond Dickinson, direttore della fotografia britannico (Londra, n. 1902 - † 1986)
- Dez Dickerson, chitarrista e produttore discografico statunitense (Minneapolis, n. 1955)
- Desmond Doss, militare statunitense (Lynchburg, n. 1919 - Piedmont, † 2006)
- Desmond Fa'aiuaso, calciatore samoano (Apia, n. 1984)
- Etika, youtuber statunitense (New York, n. 1990 - New York, † 2019)
- Desmond Ferguson, ex cestista statunitense (Lansing, n. 1977)
- Dez Fitzpatrick, giocatore di football americano statunitense (Pontiac, n. 1997)
- Desmond Harrington, attore statunitense (Savannah, n. 1976)
- Desmond Andrew Herbert, botanico australiano (Diamond Creek, n. 1898 - Brisbane, † 1976)
- Des Hazel, ex calciatore nevisiano (Bradford, n. 1967)
- Desmond Heeley, costumista e scenografo britannico (Londra, n. 1931 - New York, † 2016)
- Desmond Howard, ex giocatore di football americano statunitense (Cleveland, n. 1970)
- Desmond Holloway, cestista statunitense (Indianapolis, n. 1990)
- Desmond Koch, discobolo statunitense (Contea di Lincoln, n. 1932 - Los Angeles, † 1991)
- Desmond King, giocatore di football americano statunitense (Detroit, n. 1994)
- Desmond Leslie, scrittore, regista e compositore britannico (n. 1921 - Antibes, † 2001)
- Desmond Mason, ex cestista statunitense (Waxahachie, n. 1977)
- Des McAnuff, regista e produttore teatrale statunitense (Princeton, n. 1952)
- Desmond Morris, zoologo, etologo e illustratore britannico (Purton, n. 1928)
- Desmond Noel, ex calciatore grenadino (n. 1974)
- Des O'Connor, showman e cantante britannico (Londra, n. 1932 - Buckinghamshire, † 2020)
- Desmond Penigar, ex cestista statunitense (Upland, n. 1981)
- Desmond Richardson, coreografo e ballerino statunitense (Sumter, n. 1969)
- Desmond Ridder, giocatore di football americano statunitense (Louisville, n. 1999)
- Desmond Shum, scrittore cinese (Shanghai, n. 1968)
- Alex Smith, ex cestista statunitense (Greenville, n. 1986)
- Desmond Sow, ex calciatore papuano
- Desmond Thompson, calciatore inglese (Southampton, n. 1928 - Rotherham, † 2010)
- Desmond Tutu, arcivescovo anglicano e attivista sudafricano (Klerksdorp, n. 1931 - Città del Capo, † 2021)
- Desmond Trufant, giocatore di football americano statunitense (Tacoma, n. 1990)
- Desmond Tyson, allenatore di tennis e ex tennista australiano (Griffith, n. 1965)
- Des Walker, ex calciatore inglese (Londra, n. 1965)
- Desi Washington, cestista statunitense (Harrisburg, n. 1992)
- Desmond Llewelyn, attore gallese (Newport, n. 1914 - Firle, † 1999)
- Rex Williams, giocatore di snooker inglese (Halesowen, n. 1933)